# Edukacja w Kędzierzynie-Koźlu
Edukacja w Kędzierzynie-Koźlu – zespół ośrodków wychowawczych i oświatowych zlokalizowanych na terytorium miasta Kędzierzyna-Koźla.

## Publiczne przedszkola
- Publiczne Przedszkole nr 2, ul. Kozielska 3, Pogorzelec
- Publiczne Przedszkole nr 5 im. Jana Brzechwy, ul. 1 Maja 5, Śródmieście
- Publiczne Przedszkole nr 6, ul. Tadeusza Kościuszki 21, Pogorzelec
- Publiczne Przedszkole nr 7, ul. Jordanowska 16, Azoty
- Publiczne Przedszkole nr 8, ul. Romana Dmowskiego 5, Śródmieście
- Publiczne Przedszkole nr 9, ul. Harcerska 16, Śródmieście
- Publiczne Przedszkole nr 10, ul. Władysława Broniewskiego 5, Blachownia[1]
- Publiczne Przedszkole nr 11, ul. Mikołaja Reja 14, Pogorzelec
- Publiczne Przedszkole nr 12 im. Krasnala Hałabały, ul. Bolesława Chrobrego 28, Zachód
- Publiczne Przedszkole nr 13, ul. Piastowska 10, Stare Miasto
- Publiczne Przedszkole nr 14, ul. Franklina Delano Roosevelta 13, Stare Miasto[2]
- Publiczne Przedszkole nr 15, ul. Spółdzielców 3, Stare Miasto[3]
- Publiczne Przedszkole nr 17, ul. Karola Szymanowskiego 29, Kłodnica
- Publiczne Przedszkole nr 18, ul. Sławięcicka 96B, Sławięcice[4]
- Publiczne Przedszkole nr 20, ul. Jana Brzechwy 82, Cisowa[5]
- Publiczne Przedszkole nr 21 z oddziałami integracyjnymi, ul. Filtrowa 13, Zachód[6]
- Publiczne Przedszkole nr 22 im. Czesława Janczarskiego, ul. 9 Maja 4, Śródmieście
- Publiczne Przedszkole nr 23, ul. Wierzbowa 4, Pogorzelec
- Publiczne Przedszkole nr 24, ul. Leszka Białego 7, Osiedle Piastów[7]
- Publiczne Przedszkole nr 26, ul. Bolesława Śmiałego 6, Osiedle Piastów[8]
- Publiczne Przedszkole, ul. Stoczniowców 11, Rogi[9]

## Przedszkola niepubliczne
- Domowe przedszkole Montessori Dziupla Wiewiórki, ul. Nowowiejska 8, Lenartowice[10]
- Katolickie Przedszkole Niepubliczne „Ochronka” im. bł. Edmunda Bojanowskiego, ul. Kozielska 29, Pogorzelec[11]
- Niepubliczne Przedszkole Specjalne dla Dzieci z Autyzmem, ul. Zygmunta Krasińskiego 18, Zachód[12]
- Przedszkole Espero, ul. Gajdzika 6, Osiedle Piastów[13]

## Publiczne szkoły podstawowe
- Publiczna Szkoła Podstawowa nr 1 im. Powstańców Śląskich, ul. Kościelna 19, Śródmieście[14]
- Publiczna Szkoła Podstawowa nr 3 im. Komisji Edukacji Narodowej, ul. Ignacego Mościckiego 13, Azoty[15]
- Publiczna Szkoła Podstawowa nr 5 im. Adama Mickiewicza, ul. Tadeusza Kościuszki 41, Pogorzelec[16]
- Publiczna Szkoła Podstawowa nr 6 im. Marii Skłodowskiej-Curie, ul. 1 Maja 3, Śródmieście[17]
- Publiczna Szkoła Podstawowa nr 9 im. Jurija Gagarina, ul. Jurija Gagarina 3, Śródmieście[18]
- Publiczna Szkoła Podstawowa nr 10 im. Wojska Polskiego, ul. Szkolna 3, Osiedle Przyjaźni[19]
- Publiczna Szkoła Podstawowa nr 11 z oddziałami integracyjnymi im. Władysława Broniewskiego, ul. Partyzantów 30, Pogorzelec[20]
- Publiczna Szkoła Podstawowa nr 12 z oddziałami integracyjnymi im. kadeta Zygmunta Kuczyńskiego, ul. Piastowska 30, Zachód[21]
- Publiczna Szkoła Podstawowa nr 15 im. Jana Kochanowskiego, ul. Karola Szymanowskiego 19, Kłodnica[22]
- Publiczna Szkoła Podstawowa nr 16 im. Jana Pawła II, ul. Sławięcicka 96, Sławięcice[23]
- Publiczna Szkoła Podstawowa nr 18 im. Wojciecha Korfantego, ul. Jana Brzechwy 80, Cisowa[24]
- Publiczna Szkoła Podstawowa nr 19 im. Bronisława Malinowskiego, ul. Mieszka I 4, Osiedle Piastów[25]
- Publiczna Szkoła Podstawowa nr 20, ul. Archimedesa 25, Zachód[26]
- Szkoła Podstawowa im. Johanna Wolfganga von Goethe, ul. Stoczniowców 11, Rogi (szkoła podstawowa z nauczaniem języka niemieckiego mniejszości narodowej)[27]

## Publiczne szkoły ponadpodstawowe
- I Liceum Ogólnokształcące im. Henryka Sienkiewicza, ul. Grzegorza Piramowicza 36, Stare Miasto[28]
- II Liceum Ogólnokształcące im. Mikołaja Kopernika, ul. Jana Matejki 19, Śródmieście[29]
- Zespół Szkół nr 1 im. Powstańców Śląskich (technikum, zasadnicza szkoła zawodowa, liceum ogólnokształcące dla dorosłych), ul. Skarbowa 2, Stare Miasto[30]
- Zespół Szkół nr 3 im. Mikołaja Reja (technikum), ul. Sławięcicka 79, Sławięcice[31]
- Zespół Szkół Technicznych i Ogólnokształcących (technikum, liceum ogólnokształcące, zasadnicza szkoła zawodowa), ul. Mostowa 7, Azoty[32]
- Zespół Szkół Żeglugi Śródlądowej im. Bohaterów Westerplatte (technikum, zasadnicza szkoła zawodowa), ul. Bohaterów Westerplatte 1, Stare Miasto[33]

## Inne szkoły i placówki oświatowe
- Bursa Szkolna, ul. Piastowska 19, Stare Miasto[34]
- Centrum Kształcenia Zawodowego, ul. Mostowa 7, Azoty[35]
- Dom Dziecka, ul. Skarbowa 8, Stare Miasto[36]
- Publiczna Poradnia Psychologiczno – Pedagogiczna, ul. Skarbowa 4, Stare Miasto[37]
- Publiczne Ognisko Artystyczne, ul. Tadeusza Kościuszki 40, Pogorzelec[38]
- Zespół Szkół Specjalnych im. Jana Brzechwy (szkoła podstawowa specjalna, zasadnicza szkoła zawodowa specjalna, szkoła specjalna przysposabiająca do pracy), ul. Ignacego Krasickiego 10, Kłodnica[39]

## Szkoły niepubliczne
- Szkoła WZDZ (liceum ogólnokształcące, branżowa szkoła I stopnia specjalna), ul. Kazimierza Wielkiego 17, Osiedle Piastów[40]
- Szkoła „Żak”, ul. Grunwaldzka 11, Śródmieście[41]

## Szkoły resortowe
- Państwowa Szkoła Muzyczna I st. nr 1, ul. Tadeusza Kościuszki 40, Pogorzelec[42]
- Państwowa Szkoła Muzyczna I st. nr 2 im. Marii Szymanowskiej, ul. Marii Skłodowskiej-Curie 9, Stare Miasto[43]
- Zespół Szkół Medycznych im. Marii Minczewskiej, ul. Piastowska 12, Stare Miasto[44]